# Axel Wachtmeister

Axel Wachtmeister af Björkö in mittlerem Alter mit Brustharnisch, Schwert und Elchfellschürze (Porträt im Schloss Drottningholm)

Freiherr Axel Wachtmeister zu Björkö, seit 1683 Graf zu Mälsåker (schwedisch Axel Wachtmeister friherre af Björkö, greve Wachtmeister af Mälsåker; * 13. Januar 1643 in Stockholm; † 24. Juli 1699 in ebd.) war ein schwedischer Feldmarschall.

## Leben

### Familie
Axel Wachtmeister war Angehöriger, der ursprünglich von der Insel Dagö herstammenden, später in Schweden verbreiteten Freiherren Wachtmeister af Björkö. Seine Eltern waren der schwedische Generalmajor und Reichsrat Hans Wachtmeister zu Björkö (1609–1652) und Agnes Margareta, geborene von Helmstedt (1613–1666). Der schwedische Admiral Hans Wachtmeister zu Johannishus (1641–1714), der schwedische Generalleutnant Bleckert Wachtmeister (1644–1701) und der schwedische Generalmajor Fritz Wachtmeister (1646–1723) waren seine Brüder, der schwedische Staatsmann Bengt Oxenstierna (1623–1702) sein Schwager.
Er vermählte sich 1682 mit Freiin Anna Maria Soop af Limingo (1660–1735). Aus der Ehe gingen fünf Kinder hervor.
Axel Wachtmeister wurde 1693 als Graf zu Mälsåker in den schwedischen Grafenstand erhoben und bei der Grafenklasse (Nr. 39) der schwedischen Ritterschaft introduziert. Der Mannesstamm dieser von ihm gestifteten Linie, ist bereits im Jahre 1708 erloschen.

### Werdegang
Wachtmeister unternahm zunächst gemeinsam mit seinem Bruder Hans eine umfassende Grand Tour durch Europa, bevor er im Jahre 1666 als Leutnant ins Regiment von Wolmar Wrangel eintrat. Wenig später ging er in französische Militärdienste über und nahm am Devolutionskrieg bis zu dessen Ende im Jahre 1668 teil. 1675 trat er erneut der schwedischen Armee bei und konnte sich im Nordischen Krieg sofort in Pommern und Bremen-Verden auszeichnen, so dass er bereits 1676 zum Oberst avancierte. In Skåne ist er 1677 kurzzeitig in Kriegsgefangenschaft geraten. Noch im selben Jahr stand er in der Schlacht bei Landskrona und bei der Belagerung von Kristianstad wieder mit Auszeichnung  im Felde. Gleich zu Beginn des Jahres 1679 erhielt er seine Beförderung zum Generalmajor der Kavallerie und wurde mit einer diplomatischen Mission nach England entsandt. Auf den schwedischen Reichstagen 1680 und 1682 gehörte er zu den Anhängern des Königs. Lediglich wegen der Reduktion seiner Güter in Livland kam es zu einer kurzen Phase von Verwerfungen mit dem König, dessen Gust und Zuwendung er sonst durchgängig genoss. Wachtmeister stieg 1693 zum Feldmarschall auf und wurde in den schwedischen Grafenstand erhoben. Seit 1697 stand er als Präsident dem Kriegskollegium vor.
Da seine Söhne ihn nur wenige Jahre überlebten, trug seine Tochter Eleonora Schloss Mälsåker dem schwedischen Generalleutnant und Staatsmann Hans Reinhold von Fersen (1683–1736) in die Ehe.